# Gomaespuma (programa de radio)

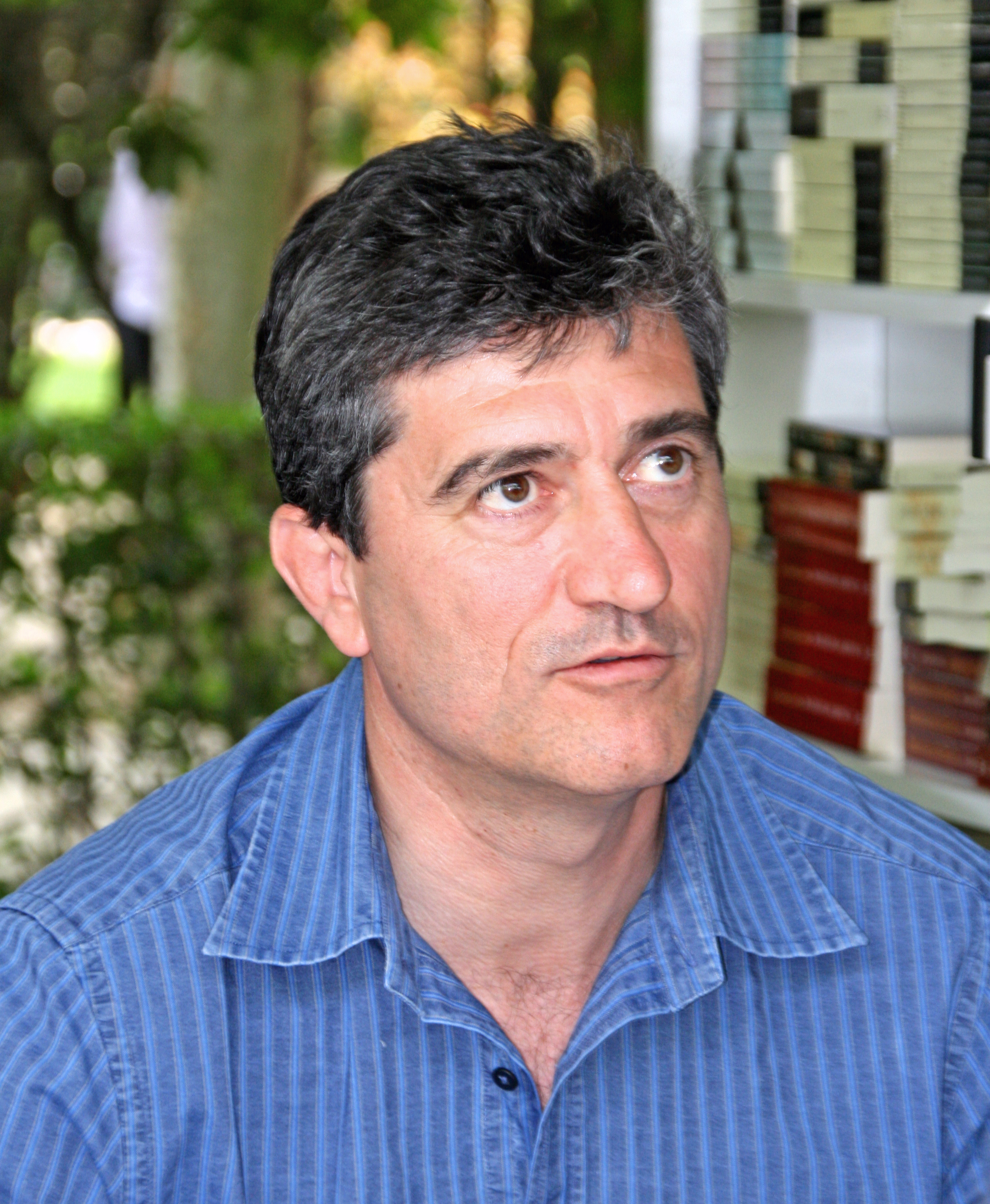
Guillermo Fesser, componente de Gomaespuma.

Gomaespuma fue un programa de radio español que —desde diferentes emisoras (Antena 3 de Radio, Onda Cero, M80 Radio)— se emitió desde principios de la década de 1980 hasta el 27 de julio de 2007 en Onda Cero. También se llama así a los locutores de dicho programa, a la fundación dirigida por estos, al programa de televisión que se emitió en Telecinco y a la empresa Gomaespuma Producciones, también dirigida por ellos.

## Sobre Gomaespuma
Gomaespuma es un dúo cómico formado por Juan Luis Cano y Guillermo Fesser. El programa con dicho nombre se emitía en Onda Cero por las tardes, pero anteriormente se emitió en la desaparecida M80 Radio por las mañanas y en la también desaparecida Antena 3 Radio. El primer trabajo que se les conoce fue emitido al gran público en 1985.
El programa mezclaba humor, actualidad y música. También había entrevistas y secciones que hablaban de salud, tráfico, gastronomía, flamenco, cine, literatura... Duraba tres horas y se emitía de lunes a viernes.
Gomaespuma dirige una fundación que lleva el mismo nombre, y periódicamente dan información sobre las actividades de ésta en su página web (gomaespuma.com). 
El programa ha ganado el Premio Ondas 2003, el 42.º Premio de la Fundación Fernández Latorre y el premio Micrófono de oro 2006.

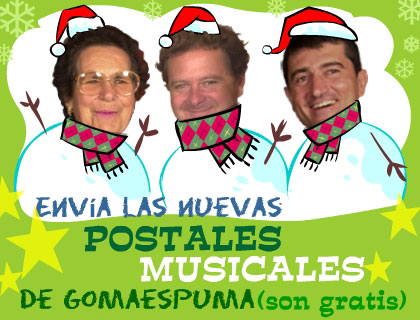
Imagen de Cándida Villar, Juan Luis Cano (centro) y Guillermo Fesser en una postal navideña.

## Historia
Gomaespuma nació en la Facultad de Ciencias de la Información de la Universidad Complutense de Madrid, donde cuatro personas (Juan Luis Cano, Guillermo Fesser, Santiago Alcanda y Jaime Barella) crearon El flexo, un programa que se emitía los sábados de madrugada en Radio Madrid (Cadena SER). En 1982, sin Barella, y ya convertidos en trío, llegan a Antena 3 de Radio, donde empezaron la verdadera andadura de Gomaespuma, con un horario similar al anterior.
Un año más tarde, Santiago Alcanda abandona el programa para incorporarse a Radio El País, y el trío se queda en dos. Fesser y Cano comenzaron a hacerse famosos, sobre todo entre la juventud universitaria, que ve en Gomaespuma un espíritu rebelde y clandestino. 
En 1991 el programa continúa en Onda Cero, pasando a emitirse a diario por las tardes. 
En 1995 pasaron por M80 Radio, una de las radios musicales de la Cadena SER. Por aquel entonces, el dúo ya estaba consolidado en el mundo editorial y en la televisión (gracias al programa de TV basado en marionetas que realizaron; véase más adelante). El programa se emitía por la mañana, duró siete años, momento en que deciden descansar y sacar adelante varios proyectos personales.
Durante su etapa en M80 nació la Fundación Gomaespuma, que hoy tiene uno de los mejores Festivales de Flamenco de España, cuya recaudación sirve para sostener proyectos benéficos.
En 2004, Gomaespuma volvió a las casas de los oyentes emitiéndose en Onda Cero, esta vez por la tarde y con otro formato de programa, donde siguieron primando el humor y la filosofía de vida Gomaespuma.
En mayo de 2007 celebraron su vigesimoquinto aniversario y el 27 de julio del mismo año se retiraron de la radio, para comenzar una carrera en televisión. 
Desde el 6 de agosto de 2007, en La 2 de Televisión Española, crearon nuevos episodios de Gomaespuminglish Todos los vídeos hasta el momento (enlace roto disponible en Internet Archive; véase el historial, la primera versión y la última)., retomando una sección del programa televisivo emitido en su día en Tele 5), con el personaje Don Eusebio en cabeza, y realizados esta vez con animación 3D por ordenador en lugar de marionetas como en el original.
Durante los Juegos Olímpicos de Pekín 2008 presentaron en La 2 Pasando olímpicamente, un programa con su habitual mezcla de humor y actualidad. Realizado desde Pekín, repasan la jornada olímpica y entrevistan a los protagonistas de las olimpiadas. Un programa parecido hicieron durante el Festival Internacional de Cine de San Sebastián, donde incluyeron una versión de Gomaespuminglish, esta vez con el euskera, llamada "Gomaespurrua".
En 2015 se reencontraron para realizar una edición del programa Ya veremos, que presentaba Juan Luis Cano, uno de los componentes del dúo, en M-80 Radio.

## Fundación Gomaespuma
La Fundación Gomaespuma empezó en 1995 y divide su actividad en dos campos:
- Desarrollo de proyectos.
- Búsqueda de fondos para desarrollar esos proyectos.

Para recoger fondos, la Fundación organiza actos culturales con los que pretende acercar al público otras culturas, aunque, por otra parte, también acepta donativos.
Los proyectos que actualmente mantiene la Fundación son:
- Viaje a Níger.
- Escolarización de doscientos niños en Sri Lanka.
- Financiación de un proyecto radiofónico del Colectivo de Mujeres de Matagalpa.
- Proyecto de apoyo a niños de Managua, Nicaragua.

## Secciones y colaboradores
- Atento a los pedales:  Luis Montoro
- Cine:                   Cándida Villar
- Corresponsal en París:   Rubén Amón
- Corresponsal USA:       Gina Fox
- Entrevistas:            Juan Luis y Guillermo
- Flamenco pa tós:        José Manuel Gamboa y Juan Verdú
- Guía Michelines:        Juan Carlos Orlando
- La cara B:              Carlos Cano
- La Croqueta Musical:    Santi Alcanda
- La mujer que yo quiero: Curra Fernández
- Libros:                 Mar de Tejeda
- Noticias:               Esmeralda Velasco
- Gomaespuma con maletas: José Manuel Lapeña
- Gomaespumino:           Juan Luis y Guillermo
- Salud al por mayor:     Alfonso del Álamo

## Equipo
- Enrique Serrano - Director técnico
- Marcos Granado -  Ingeniero de Sonido
- Daniel Solís - Ingeniero de Sonido
- Cope Gutiérrez - Pianista
- Esmeralda Velasco - Redactora jefe
- Mario Jiménez - Redactor
- Jaime Rull - Redactor
- Juan Luis Cano - Director, Locutor
- Juanito Martínez - Productor
- Mabi Velasco, asistente personal de Guillermo y Juan Luis
- Mar de Tejeda - Redactora
- Guillermo Fesser - Director, Locutor
- Yolanda Ariza - Diseñadora
- Guillermo Méndez  - Director Web Gomaespuma
- Natalia Sánchez - Productora

## Otras secciones
Estas secciones no son dirigidas por personas reales, sino por muñecos:
- Cocinando con Josechu Letón
- Gomaespuma de los sucesos
- Gomaespuma Militar
- Gomaespuma Regional
- Gomaespuma de la Zarzuela
- Supernotición que te cagas
- Gomaespuma Internacional
- Gomaespuma de las celebraciones populares
- Gomaespuma de los deportes
- Gomaespuma Infantil

## Personajes
Estos personajes han aparecido en la radio o en la televisión (marionetas).
- Alba Didas
- Agustín Aja
- Aitor Tilla
- Alberto Cadiscos
- Armando Adistancia: detective
- Borja Món de York: detective
- Baldomero a la plancha
- Cándida
- Carmelo Cotón: reportero
- Carmen Opausia
- Chema Pamundi: estudiante que quiere engordar
- Claudio Pus
- Daniel de la Granja San Francisco
- Demetrio Imedio
- Diego Norrea: inspector de policía
- Don Eusebio: Patriarca de la familia
- Don Eusebio: profesor de inglés, un poco cateto.
- Don Francisco Rupto: un corrupto del gobierno, políglota.
- Don Jesús Tituto: candidato para las elecciones
- El niño del paquete: torero
- El sobrino del señor Lara
- Ernesto Esvida
- Ernesto Mate en Salsa
- Estela Gartija: presentadora de un show
- Felipe Lotas
- Felipe Luquín
- Francisco Barde
- Francisco Lorinco Lorado: periodista
- Gelete: bailarín
- Germán Tequilla
- Gordopilo: estudiante empollón y un poco pelota.
- Gustavo de Básica
- Janina Martí
- Jesús Piros de España
- Josechu Letón: cocinero que habla como un vasco
- La señora de Cándida
- Las Vecinas: dos vecinas que siempre están peleando
- Luis Ricardo Borriquero: periodista
- Mánager: padre de Gordopilo, muy serio y demócrata
- María Luisa de la Faja
- MariPaz Descanse Enella Misma
- Mirella Baila Sola
- Mister Gun
- Medusa: tipo muy macarra
- Padre Palomino: cura y profesor de colegio
- Peláez: Un estereotipo de gitano
- Peláez: padre de Peláez (lease arriba).
- Profesor Don Asín que Cualo
- Profesor Hansenburgenhagen de la Universidad de Bolonia
- Rafael Benedito: Drácula, vampiro y demás menesteres siniestros.
- Ramón Aguillo
- Rubén Tosidad
- Señor Igual o Mismo (sobrino del Profesor Don Asín que Cualo)

## Publicaciones
| Título                                                            | Autor                                                       | Fecha de publicación |
| ----------------------------------------------------------------- | ----------------------------------------------------------- | -------------------- |
| Marchando una de Mili                                             | Guillermo y Juan Luis dibujos Vicente Luis Conejos          | 1986                 |
| Navidad con Orejas                                                | Guillermo y Juan Luis dibujos Vicente Luis Conejos          | 1987                 |
| Pasando Olímpicamente                                             | Guillermo y Juan Luis dibujos Vicente Luis Conejos          | 1989 y 2008          |
| Familia no hay más que una                                        | Guillermo y Juan Luis                                       | 1990                 |
| Grandes disgustos de la historia de España                        | Guillermo y Juan Luis                                       | 1993                 |
| ¿Dónde está Roldán?                                               | Guillermo Fesser dibujos Marcos de la LLama                 | 1994                 |
| ¡Quien me mandaría meterme en obras!                              | Guillermo y Juan Luis                                       | 1995                 |
| Cuando Dios aprieta, ahoga pero bien                              | Guillermo Fesser                                            | 1998                 |
| Raúl y Andrea: a la fuerza ahorcan                                | Texto de Guillermo y Juan Luis, dibujos de José Luis Ágreda | 2000                 |
| Guía Internet de Gomaespuma                                       | Guillermo y Juan Luis                                       | 2001                 |
| Hincaíto                                                          | Juan Luis Cano                                              | 2001                 |
| 20 años de Gomaespuma                                             | Guillermo y Juan Luis                                       | 2002                 |
| Guía de viajes de Gomaespuma                                      | Guillermo Fesser, Juan Luis Cano y José Manuel Lapeña       | 2002                 |
| El Papa dijo no                                                   | Guillermo y Juan Luis                                       | 2003                 |
| Las Piernas no son del cuerpo                                     | Juan Luis Cano                                              | 2004                 |
| La guía de los Michelines                                         | Guillermo y Juan Luis                                       | 2005                 |
| Pasa un torero                                                    | Juan Luis Cano y Ruben Amón                                 | 2005                 |
| ¡Vivan los novios!                                                | Juan Luis Cano, Guillermo Fesser y Juan de la cruz Megías   | 2005                 |
| Cuando Dios aprieta, ahoga pero bien, Edición revisada y ampliada | Guillermo Fesser                                            | 2006                 |
| A cien millas de Manhattan                                        | Guillermo Fesser                                            | 2008                 |

## Publicidad
Actualmente publicitan el Banco Santander en el programa Herrera en COPE en esta cadena.

## Televisión
Gomaespuma también tuvo una versión para televisión, se emitió en Telecinco en 1994.  El programa estaba basado en marionetas. Aparecieron más de sesenta personajes (los de la radio más otros nuevos). Se emitieron trece episodios los fines de semana. 
En 2011 Fesser y Cano presentaron el programa Yo de mayor quiero ser español en La 2 de TVE.

## El Flexo
El Flexo es el antecesor de Gomaespuma. Tuvo sus comienzos en Radio Madrid y luego pasó a Antena 3 de Radio.
Se emitía a las 2:00 AM y estaba presentado por:
- Guillermo Fesser
- Jaime Barella
- Juan Luis Cano
- Santiago Alcanda

Consistía en una serie de grabaciones de los locutores y música, aunque también intervenían en directo. Existen muy pocas grabaciones del programa debido a la mala calidad del sonido.

## Doblaje
- La espada mágica: En busca de Camelot (1998) como los dragones Cornwall (Guillermo Fesser) y Devon (Juan Luis Cano)
- Chicken Run: Evasión en la granja (2000) como Nick (Guillermo) y Fetcher (Juan Luis)
- Como perros y gatos (2001) como Butch (Guillermo) y Miguelín (Juan Luis)
- Ali G anda suelto (2002) como Ali G / Borat (Guillermo) y Ricky C. (Juan Luis)
- La gran aventura de Mortadelo y Filemón (2003) como Legionario (Juan Luis)
- Héroe a rayas (2005) como Cuesco (Guillermo) y Flato (Juan Luis)